# Équipe du Canada de hockey sur glace au Championnat du monde junior 2011

## Contexte
Le championnat du monde junior des moins de 20 ans 2011 est disputé entre le 26 décembre 2010 et le 5 janvier 2011 dans les villes de Buffalo et Niagara Falls aux États-Unis.

## Alignement

### Joueurs
| Numéro | Nom              | Position  | Date de naissance | Équipe                                         | PJ | B | A  | Pts | Pun | Participation |
| ------ | ---------------- | --------- | ----------------- | ---------------------------------------------- | -- | - | -- | --- | --- | ------------- |
| 2      | Cowen, Jared     | Défenseur | 25 janvier 1991   | Chiefs de Spokane                              | 7  | 1 | 0  | 1   | 0   | 2e            |
| 3      | Després, Simon   | Défenseur | 27 juillet 1991   | Sea Dogs de Saint-Jean                         | 7  | 0 | 3  | 3   | 0   | 1re           |
| 4      | Olsen, Dylan     | Défenseur | 3 janvier 1991    | Bulldogs de l'Université du Minnesota à Duluth | 7  | 0 | 2  | 2   | 0   | 1re           |
| 5      | Gudbranson, Erik | Défenseur | 7 janvier 1992    | Frontenacs de Kingston                         | 7  | 3 | 2  | 5   | 4   | 1re           |
| 6      | Ellis, Ryan      | Défenseur | 3 janvier 1991    | Spitfires de Windsor                           | 7  | 3 | 7  | 10  | 2   | 3e            |
| 7      | Couturier, Sean  | Attaquant | 7 décembre 1992   | Voltigeurs de Drummondville                    | 7  | 2 | 1  | 3   | 0   | 1re           |
| 8      | Schwartz, Jaden  | Attaquant | 25 juin 1992      | Tigers de Colorado College                     | 2  | 1 | 2  | 3   | 0   | 1re           |
| 9      | Kassian, Zack    | Attaquant | 24 janvier 1991   | Petes de Peterborough                          | 5  | 2 | 1  | 3   | 27  | 1re           |
| 10     | Schenn, Brayden  | Attaquant | 22 août 1991      | Wheat Kings de Brandon                         | 7  | 8 | 10 | 18  | 0   | 2e            |
| 11     | Cizikas, Casey   | Attaquant | 27 février 1991   | St. Michael's Majors de Mississauga            | 7  | 2 | 1  | 3   | 6   | 1re           |
| 12     | Howden, Quinton  | Attaquant | 21 janvier 1992   | Warriors de Moose Jaw                          | 7  | 2 | 3  | 5   | 4   | 1re           |
| 16     | Hamilton, Curtis | Attaquant | 4 décembre 1991   | Blades de Saskatoon                            | 7  | 4 | 0  | 4   | 2   | 1re           |
| 17     | Foligno, Marcus  | Attaquant | 10 août 1991      | Wolves de Sudbury                              | 7  | 2 | 2  | 4   | 2   | 1re           |
| 19     | Johansen, Ryan   | Attaquant | 31 juillet 1992   | Winterhawks de Portland                        | 7  | 3 | 6  | 9   | 2   | 1re           |
| 20     | Leblanc, Louis   | Attaquant | 26 janvier 1991   | Junior de Montréal                             | 7  | 3 | 4  | 7   | 2   | 1re           |
| 21     | Eakin, Cody      | Attaquant | 24 mai 1991       | Broncos de Swift Current                       | 7  | 1 | 2  | 3   | 2   | 1re           |
| 22     | Barrie, Tyson    | Défenseur | 26 juillet 1991   | Rockets de Kelowna                             | 7  | 1 | 2  | 3   | 0   | 1re           |
| 24     | de Haan, Calvin  | Défenseur | 1er avril 1992    | Generals d'Oshawa                              | 6  | 0 | 5  | 5   | 4   | 2e            |
| 25     | Ashton, Carter   | Attaquant | 1er avril 1991    | Pats de Regina                                 | 7  | 1 | 2  | 3   | 6   | 1re           |
| 28     | Connolly, Brett  | Attaquant | 2 mai 1992        | Cougars de Prince George                       | 7  | 0 | 3  | 3   | 0   | 1re           |

### Gardiens de but
| Numéro | Nom            | Date de naissance | Équipe                  | PJ | V | D | Min | BC | Moy  | Bl | A | Pts | Pun | Participation |
| ------ | -------------- | ----------------- | ----------------------- | -- | - | - | --- | -- | ---- | -- | - | --- | --- | ------------- |
| 30     | Visentin, Mark | 7 août 1992       | IceDogs de Niagara      | 4  | 3 | 1 | 239 | 8  | 2,01 | 0  | 1 | 1   | 0   | 1re           |
| 31     | Roy, Olivier   | 12 juillet 1991   | Titan d'Acadie-Bathurst | 3  | 2 | 1 | 185 | 11 | 3,57 | 0  | 0 | 0   | 0   | 1re           |

### Entraîneurs
| Poste                | Nom             | Date de naissance | Équipe                              |
| -------------------- | --------------- | ----------------- | ----------------------------------- |
| Entraîneur-chef      | Cameron, Dave   | 29 juillet 1958   | St. Michael's Majors de Mississauga |
| Assistant entraîneur | Burnett, George | 25 mars 1962      | Bulls de Belleville                 |
| Assistant entraîneur | Huska, Ryan     | 2 juillet 1975    | Rockets de Kelowna                  |
| Assistant entraîneur | Tourigny, André | 30 mai 1974       | Huskies de Rouyn-Noranda            |

## Résultats
- Classement final au terme du tournoi[2] :  Médaille d'argent
- Ryan Ellis, Ryan Johansen & Brayden Schenn sont nommés sur l'équipe d'étoiles du tournoi[3]
- Brayden Schenn est nommé meilleur attaquant[4] ainsi que joueur le plus utile à son équipe lors du tournoi – MVP[3]
- Ryan Ellis est nommé meilleur défenseur du tournoi[4]